# Split Rock
Der Split Rock (aus dem Englischen sinngemäß übersetzt Gespaltener Felsen) ist ein ovaler und von einer Spalte durchzogener Klippenfelsen im Palmer-Archipel westlich der Antarktischen Halbinsel. Er liegt 150 m nordwestlich von Janus Island vor der südwestlichen Küste der Anvers-Insel.
Eine auf der Palmer-Station tätige Mannschaft gab dem Felsen 1972 seinen deskriptiven Namen.